# Alchilbenzen
Alchilbenzenii sunt derivați ai benzenului, în care unul sau mai mulți atomi de hidrogen sunt substituiți de către grupe alchil de diferite mărimi. Sunt o subgrupă a hidrocarburilor aromatice. Cel mai simplu membru este toluenul, în care un atom de hidrogen este înlocuit de o grupă metil.
| Exemple de alchilbenzeni                                                                                  | Exemple de alchilbenzeni                                | Exemple de alchilbenzeni | Exemple de alchilbenzeni |
| --- | ------------------------------------------------------- | ------------------------ | ------------------------ |
| Compus părinte: Benzen                                                                                    | Alchilbenzeni                                           |                          |                          |
| ≡ Benzen                                                                                                  | Toluen Xilen (o-, m-, p-xilen) Etilbenzen Cumen p-cimen |                          |                          |
| Notă: Formulele structurale are compușilor aromatici sunt de obicei reprezentată într-o formă mezomerică. |                                                         |                          |                          |